# زمین‌لرزه ۱۶ اوت ۱۹۷۶ چین
زمین‌لرزه چین  در تاریخ ۱۶ اوت ۱۹۷۶ میلادی، برابر با ‎۲۵ مرداد ۱۳۵۵، ساعت ۱۴:۰۶:۴۵ به زمان یوتی‌سی در چین رخ داد. ژرفای این زلزله ۱۱ کیلومتر بود، و بزرگی آن ۶٫۷ در مقیاس Mw اعلام شده‌است. زمین‌لرزه به وقت محلی در روز دوشنبه، ساعت ۲۲ روی داده و منطقه زمانی آن یوتی‌سی +۸ بوده‌است .
سازمان زمین‌شناسی آمریکا نیز رومرکز این زمین‌لرزه را در مختصات ۳۲°۴۵′۰۷″شمالی ۱۰۴°۰۹′۲۵″شرقی / ۳۲٫۷۵۲°شمالی ۱۰۴٫۱۵۷°شرقی و ژرفای آن را در ۱۶ کیلومتر گزارش کرده‌است. بزرگی برگزیدهٔ این سازمان از میان بزرگیهای محاسبه‌شدهٔ مختلف ۶٫۹ در مقیاس Ms بوده و از دید اثر، در میان چهار دسته‌بندی «نامحسوس»، «محسوس»، «زیان‌آور» یا «با تلفات»، زلزله را «زیان‌آور» اعلام کرده‌است.
پروژهٔ «تنسور گشتاور مرکزوار» زاویه‌های (راستا، شیب، ریک) گسل سازندهٔ زمین‌لرزه و صفحه عمود بر آن را (°۲۹، °۴۸، °۱۲۲) یا (°۱۶۶، °۵۱، °۶۰) و نوع گسل را «معکوس» فرارسانده‌است.